# Batalla del cabo de Palos (1758)
La batalla del cabo de Palos de 1758 enfrentó a tres naves de línea españolas bajo el mando de Isidoro García del Postigo y dos de corsarios berberiscos bajo el mando de Mahamud Rais, entre ellas la nave insignia de la flota de la Regencia de Argel. La batalla fue una victoria fácil española merced a su mayor ciencia marítima y artillería, destacable por las insólitamente pocas bajas hispánicas y el gran efecto conseguido por su artillería a larga distancia.

## Trasfondo
Desde el siglo XVI, la piratería berberisca había supuesto en grave problema para las naciones cristianas, cuyas costas eran continuamente atacadas en pequeñas razias para capturar esclavos que alimentaban el comercio berberisco de esclavos. Este negocio suponía la mayoría de los ingresos de los estados de Berbería, por lo demás vasallos autónomos del imperio otomano. Para la España de 1758, el principal problema era la cercana Regencia de Argel, cuyos corsarios atacaban las poblaciones costeras del levante español.
Tras el tratado de Aquisgrán de 1748, España quedó en paz con otras naciones y pudo centrarse en las correrías berberiscas, que el marqués de la Ensenada vio como una oportunidad de mantener a la marina ejercitada. Dos divisiones navales eran enviadas constantemente a patrullar la costa de Berbería, consiguiendo obstruir notablemente los movimientos de los corsarios. Estas patrullas generalmente sólo terminaban en escaramuzas contra embarcaciones rápidas, hasta que una batalla naval de mayor calado sucedió entre dos navíos de línea españoles y dos argelinos se enfrentaron en el Cabo de San Vicente, llevando a la destrucción del buque insignia argelino, una embarcación occidental capturada llamada Danzik. El otro barco de Argel en la batalla, el Castillo Nuevo, escapó y se convirtió en el nuevo buque insignia.
Tras este evento, los españoles continuaron limpiado el área de corsarios donde les encontraban. Aunque los berberiscos generalmente usaban escurridizas galeotas, fustas y jabeques de poco tamaño, había quedado claro que podían conseguir ocasionalmente naves de envergadura y potencia. El 2 de junio de 1758, el Castillo Nuevo volvió a toparse con las naves españoles. Estos eran tres buques de línea de 68 cañones, el Soberano, el Vencedor y el Héctor, salidos de Cartagena y comandados por Isidoro del García del Postigo, con Francisco Tilly y Fernando del Campillo como capitanes adjuntos.

## Batalla
Por la mañana, cerca del cabo de Palos, García y los suyos avistaron y persiguieron a tres naves sospechosas que resultaron ser argelinas. Una de ellas, un buque occidental capturado, huyó, mientras que sus previos agresores, un navío de línea y una fragata, alzaron la bandera y cubrieron su retirada. Se trataba del Castillo Nuevo de 60 cañones y la Caravela de 40, comandada por Arráez Mahamud Rais y el renegado Achí Mustafá. Los españoles trataron de acercarse todo lo posible izando banderas británicas, sabedores de las mejores relaciones piráticas anglo-turcas, pero los argelinos no se dejaron engañar o estaban dispuestos a luchar de todos modos. La batalla comenzó por la tarde, cuando los españoles izaron su propia bandera. La Caravela inmediatamente huyó, perseguida por el Héctor, mientras que el Soberano y el Vencedor acosaron al Castillo Nuevo.
Aprovechándose del mayor alcance y poderío de su artillería, los dos navíos hispánicos mantuvieron la distancia y dispararon desde lejos, Aunque los argelinos resistieron bravamente, los españoles cambiaron a munición de metralla con la idea de aniquilar a la tripulación mora y dejar su barco lo bastante entero para ser capturado. Sin embargo, con el fragor de la lucha, para cuando cayó la noche y la batalla se interrumpió, la nave argelina estaba destrozada en todo caso. Al amanecer, Mahamud se rindió y se entregó con su tripulación, tras lo que el barco se fue a pique. Un centenar de argelinos cayeron en combate, mientras que 44 se ahogaron con el barco y 306 fueron tomados prisioneros. Los españoles apenas habían sufrido bajas debido a la poca maña de los moros con la artillería, y liberaron a 53 esclavos cristianos, principalmente holandeses y alemanes.
Por su parte, el Héctor persiguió a la Caravela hasta la misma costa de Berbería, intercambiando fuego con ella. La fragata argelina quedó seriamente dañada y acorralada contra la costa, pero entonces se levantó una turbonada que separó ambas naves e hizo que los españoles perdieron de vida a sus antagonistas. Por ello, el Héctor regresó, con algo de daño en los aparejos. Tras reunirse con García, la flotilla al completo reanudó la búsqueda, y al cabo del tiempo se toparon con la fragata naufragada cerca de Alhucemas, por lo que dieron la empresa por terminada. Los españoles averiguaron por los esclavos liberados que la nave capturada por los argelinos era un mercante alemán de Hamburgo cargado de ricas mercaderías, razón por la que habían sacrificado a sus otras dos naves para asegurar su escape.

## Consecuencias
Con esta batalla fue la tercera vez que la marina española acababa con la nave insignia de Argel en el siglo 18, contando la mencionada Danzik en 1751 y otra nave de línea de 60 cañones hundida por Blas de Lezo en 1732. Aunque la poratería berberisca continuó activa, a partir de esta época comenzaría a declinar con el futuro desarrollo de la armada española y sus propios corsarios. La posterior guerra hispano-argelina pondría un fin temporal pero contundente al corso berberisco contra España.